# Фаунтин-Валли
Фаунтин-Валли (англ. Fountain Valley) — город в округе Ориндж в штате Калифорния в Соединённых Штатах Америки.
Согласно данным переписи населения США 2020 года число жителей города 
составляло 57 047 человек, что, для такого небольшого населённого пункта, существенно больше (+ 3.1%), чем было во время предыдущей переписи проводившейся в 2010 году (55 313 человек).

## История
В доколумбову эпоху эти земли населяли коренные американцы из племени тонгва. Ближайшая индейская деревня к месту, где ныне построен Фаунтин-Валли, — Пасбенга. Деревня была одним из множества поселений вдоль реки Санта-Ана.
Европейское заселение этой местности началось, когда Мануэлю Ньето была предоставлена земля для ранчо Лос-Ньетос (позже ранчо Лас-Больсас), которая охватывала более 300 000 акров (1200 км2), включая современную долину Фаунтин. После обретения независимости от Испании контроль над этой местностью был передан Мексике, а затем Соединенным Штатам в рамках Договора Гваделупе-Идальго. Церковь Всех Святых — единственное архитектурное сооружение в городе, сохранившееся с той эпохи.
В этом районе было много ферм, выращивающих свеклу, которая перерабатывалась на заводах в Хантингтон-Бич и в Дели, который сейчас является частью юго-западной части Санта-Аны.

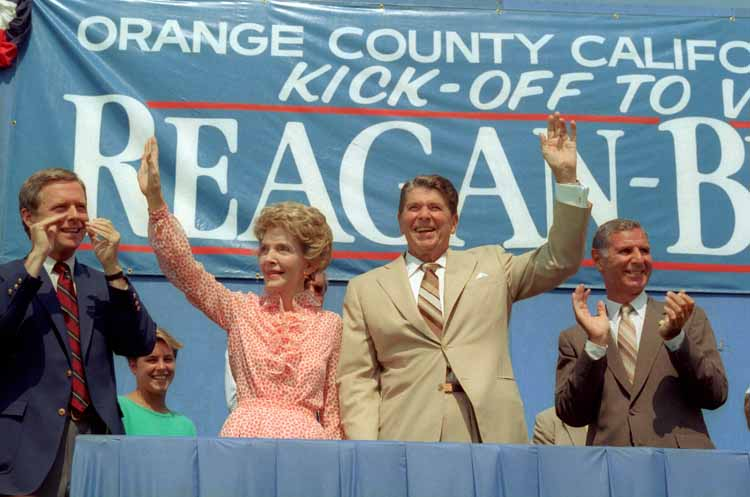
Рональд Рейган с супругой Нэнси
(Фаунтин-Валли, 9 марта 1984 года)

В 1899 году в городе было открыто первое отделение Почтовой службы США.
5 июля 1909 года в Фаунтин-Валли появилось регулярное железнодорожное сообщение.
В 1957 году Фаунтин-Валли официально получил статус города. Название город получил из-за обилия артезианских скважин, которое обусловлено очень высоким уровнем грунтовых вод в этом районе.
После падения Сайгона в ходе Весеннего наступления во время Вьетнамской войны в Фаунтин-Валли хлынул большой поток вьетнамских беженцев, которые затем сформировали в городе значительную диаспору.
В 1978 году в Фаунтин-Валли был создан Институт пересмотра истории.
9 марта 1984 года город Фаунтин-Валли посетил президент США Рональд Рейган с супругой Нэнси.

## География
Город расположен к юго-западу и северо-востоку от шоссе Сан-Диего, которое по диагонали делит город пополам, и окружен Хантингтон-Бич на юге и западе, Уэстминстером и Гарден-Гров на севере, Санта-Аной на северо-востоке и Коста-Месой на юго-востоке. Его восточной границей является река Санта-Ана.
Согласно данным Бюро переписи населения США, общая площадь города составляет 23,4 км2 (9,0 кв. миль), 0,14% которой приходится на водную поверхность.